# Sötvattensgråsuggor
Sötvattensgråsuggor eller vattengråsuggor (Asellidae) är en familj små kräftdjur som lever hela sitt liv i sötvatten. De finns över stora delar av Norra hemisfären. De blir oftast inte större än en centimeter och dess kropp är bred och platt och hoptryckt ovanifrån. De flesta livnär sig på blad, alger och ruttnande växtdelar och de andas med gälar som sitter på undersidan bakom de sista benparen. 
Den art som vanligast påträffas i Sverige är (Asellus aquaticus) men man har också funnit arten Proasellus coxalis i ett vattendrag i Skåne söder om Helsingborg. Den sistnämnda arten finns vanligtvis runt Medelhavet.

## Släkten inom familjen
- Asellus
- Baicalasellus
- Bragasellus
- Caecidotea
- Calasellus
- Chthonasellus
- Columbasellus
- Conasellus
- Gallasellus
- Heterias
- Johanella
- Lirceolus
- Lirceus
- Mackinia
- Mancasellus
- Nipponasellus
- Phreatoasellus
- Proasellus
- Psammasellus
- Remasellus
- Salmasellus
- Sibirasellus
- Synasellus
- Uenasellus